# از پادشاهان و پیامبران
از پادشاهان و پیامبران (Of Kings and Prophets) یک درام تلویزیونی آمریکایی است که بر اساس کتاب‌های انجیلی سموئیل ساخته شده‌است و در شبکه ABC به نمایش درآمد. این سریال زیر مجموعه ای از شخصیت‌های از جمله طالوت و داوود، پادشاهان اسرائیل، خانواده‌های آنها و رقبای آنها دنبال می‌شود. پادشاهان و پیامبران در پادشاهی اسرائیل واقع شده، اما در کیپ تاون، آفریقای جنوبی فیلمبرداری شده‌است.
این سریال ابتدا قرار بود در اواخر سال ۲۰۱۵ به نمایش درآید. با این حال، به دلیل تغییراتی در ۸ مارس ۲۰۱۶ به نمایش درآمد.
به دلیل رتبه‌بندی پایین، ABC بعد از پخش دو قسمت سریال را لغو کرد.

## بازیگران و شخصیت‌ها

### اصلی
- ری وینستون به عنوان طالوت، پادشاه اسرائیل
- الی ریکس به عنوان داوود، چوپان و پادشاه آینده اسرائیل
- سیمون کسل به عنوان آهینام، ملکه اسرائیل و همسر ساول[۶]
- جیمز فلوید به عنوان ایشبال، پسر کوچکتر طالوت و آهینام
- هاز سلیمان به عنوان جاناتان، پسر بزرگ طالوت و آهینام
- مسی ریچاردسون-سلرز به عنوان میشال، دختر کوچکتر طالوت و یک زن در پادشاهی کوش
- جینی میسون به عنوان میروا، دختر بزرگتر طالوت و آهینام
- محمد بکری به عنوان سموئیل، پیامبر اسرائیل
- دیوید والمسلی به عنوان جوب، برادرزاده داوود
- ناتانیل پارکر به عنوان آشیش، پادشاه فلسطین

### مکرر
- لوئیس تالپ به عنوان الیاب،[۷] برادر ارشد داوود و سرباز ارتش لشکر شائول.
- کریستینا چونگ به عنوان ریزپا، هم بالین طالوت
- روونا کینگ به عنوان زعفره
- لین رنه به عنوان جادوگر اندور
- آلودی یونگ به عنوان ریزپاه
- الکس مک گرگور به عنوان سارا[۸]

## بازخورد

### رتبه‌بندی
قسمت اول تا ۳٫۳۲ میلیون بیننده داشت. قسمت دوم دارای رتبه‌های پایین‌تری بود که تماشای زنده آن ۲٫۴۲ میلیون بیننده کاهش یافت.